# Småsløjd
Småsløjd og tegning indgik ved skoleloven af 1958 i det nye fag formning, der nu som folkeskolefag hedder billedkunst.
Småsløjd var et fag for de mindste i skolen, indtil de i 5. klasse fik træsløjd. Småsløjd indførtes i skoler i slutningen af 1800-tallet sammen med »almindelig sløjd« og fortsatte visse steder helt frem til omkring 1970, vel at mærke under betegnelsen småsløjd, for fagets emner indgår stadig i skolerne, men inden for andre fag, dvs. billedkunst, sløjd m.fl.
Sløjdfædrene Aksel Mikkelsen og Anders Nielsen havde småsløjd på programmet på de to sløjdlærerskoler, og småsløjd indgik i uddannelsen til småbørnslærerinde.

## Emner inden for småsløjd
- lersløjd
- papirsløjd
- snorsløjd
- bastsløjd
- peddigrørsløjd

I begyndelsen af 1900-tallet var småbørns arbejde i sand også et af emnerne under småsløjd, og nogle skoler indførte endog sandborde til indendørs arbejde med sand.